# Британські кормові прапори
Кормовий прапор у британському морському праві та звичаї вживається для позначення британського корабля, військового чи цивільного. Такі прапори містять символ Сполученого Королівства Прапор Союзу в крижі (верхній кут поруч біля древка) поряд з червоним, білим або синім полем, в залежності від того, судно цивільної, військово-морської або в спеціальній категорії. Вони відомі як червоний, білий та синій прапори відповідно.
За межами морської сфери кормові прапори використовуються для позначення багатьох інших військових частин, державних відомств та адміністративних підрозділів. Ці прапори створені за зразком червоного, білого та синього морських прапорів, але можуть використовувати різні кольори для поля й бути обтяжені додаванням значка чи символу, наприклад небесно-блакитного з концентричними червоними, білими та синіми колами прапора Королівських ВПС.
Прапор Союзу (також відомий як Юніон Джек ) повинен використовуватися як гюйс на кораблях Королівського флоту, тільки тоді, коли вони пришвартовані або на якорі. Під час руху судно має використовувати з державний прапор особливої нагоди або святкування, інакше це сигналізує про те, що на борту знаходиться монарх або адмірал флоту. Прапор Союзу також може сигналізувати про те, що триває військовий трибунал.
Використання прапора Союзу як прапора на цивільних суднах досі є незаконним з тих пір, як Карл I наказав обмежити його вивішування на кораблях Його Величності «під страхом нашого великого невдоволення» в XVII столітті, головним чином через його несанкціоноване використання торговими моряками, щоб уникнути сплати портових зборів, видаючи себе за королівські судна.

## Сучасне використання
Британські кормові прапори, які зараз використовуються, можна поділити на п'ять категорій у порядку спадання ексклюзивності:
- білий прапор
- синій прапор
- обтяжений синій прапор
- червоний прапор
- обтяжений червоний прапор

Традиційний порядок старшинства був червоний, білий і синій, з червоним як старшим прапором.

## Білий
Сьогоднішній білий прапор, який використовується на кораблях Королівського флоту, включає в себе Георгіївський хрест (St George's Ensign). Британські яхти, що належать членам Королівської ескадри яхт, мають право подавати заявки на отримання дозволу на вивішування цього прапора. Обтяжені білі прапори включають прапори Британської антарктичної території.
Після реорганізації Королівського флоту 1864 року використання Білого прапора (червоного Георгіївського хреста на білому полі з прапором Союзу в крижі) було обмежено на кораблях, човнах, підводних човнах і на берегових установах Королівських ВМС. Королівська ескадра яхт також використовує білий прапор за особливим розпорядженням.

## Синій
Синій прапор (темно-синє поле з прапором Союзу в крижі) без обтяження мають капітани суден, які мають ордер, виданий директором військово-морських резервів, а також члени певних яхт-клубів. Такі ордери видаються офіцерам з чинних або відставних списків Королівського військово-морського резерву та морських резервних сил інших держав і територій Співдружності. Капітан повинен мати звання лейтенанта RN або вище, а рибальські судна повинні мати екіпаж щонайменше чотирьох інших резервістів або пенсіонерів Королівського флоту. Прапор Морського кадетського корпусу — прапор синього кольору, обтяжений нагрудним знаком корпусу. Згідно з умовами Меморандуму про взаєморозуміння з Міністерством оборони офіцери Морського кадетського корпусу мають свої звання (SCC) RNR на «іменно-почесній» основі та включені до списку ВМС як люб’язність (хоча вони не призначені, а «прикріплені» всередині корпусу).

### Обтяжений
Британські урядові департаменти використовують різноманітні сині прапори, обтяжені на полотні за допомогою значка департаменту, а колоніальні уряди використовують сині прапори, обтяжені колоніальним значком. Інші обтяжені прапори використовувалися судами Управління лондонського порту, доків Мерсі та гавані, Humber Conservancy, Custom House, Торгової ради, Лондонського Ллойдса, Пошти, кораблів для прокладання кабелів та інших відомств, включаючи військовий офісний ордер. Прапор Австралії та її штатів, а також прапор Нової Зеландії є обтяженими синіми прапорами. Кілька яхт-клубів також мають право використовувати сині прапори зі значком клубу.

## Червоний
Червоний прапор (червоне поле з прапором Союзу в крижі), обтяжені значком, носить Триніті Хаус, різні організації та яхт-клуби. Торгові судна та приватні судна, зареєстровані на британських і залежних територіях, а також у кількох державах Співдружності, користуються червоним прапором, обтяжені значком своєї території.
Червоний прапор призначений для використання на всіх інших кораблях британського торгового флоту та приватних суднах. Червоний прапор — це правильний прапор, який носять іноземні приватні судна у водах Сполученого Королівства як прапор ввічливості. Торгові судна з британських заморських територій і залежних від Корони мають право на червоні прапори зі значком своєї території.

## Інші прапори
|                          |
| Прапор Королівських ВПС. |

|                                       |
| Британський прапор цивільної авіації. |

|                                       |
| Прапор військово-навчального корпусу. |

|                                            |
| Прапор Королівського корпусу спостерігачів |

|                                    |
| Прапор правління Північного маяка. |

|                                             |
| Прапор комісара правління Північного маяка. |

|                                       |
| Прапор Морського кадетського корпусу. |

Прапор Британської Ост-Індської компанії, як і прапор Кембриджа або Великого Союзу американських колоній, мав червоно-біле смугасте поле. Подібні червоно-білі та зелено-білі смугасті прапорщики були в англійському флоті в XVI столітті. Подібним чином на прапорних табличках з XVII-го і XVIII-го століть є зображення Гвінейського Джека Королівської африканської компанії в різних формах; гюйс складався з Георгіївського хреста в подвійній облямівці червоних і білих шашок. Прапор Гаваїв — це британський прапор з тлом із білих, червоних і синіх смуг.
Також існує прапор Королівських ВПС (RAF) і цивільний повітряний прапор, обидва мають небесно-блакитне поле з прапором Союзу в кантоні. Прапорщик RAF обтяжений червоно-біло-блакитним знаком RAF, тоді як поле цивільного повітряного прапорщика обтяжено великим темно-синім хрестом із білим фімбріозом. Під час Другої світової війни бельгійська секція RAF використовувала варіант прапора RAF, обтяжений чорно-жовто-червоним колом. Прапор Тувалу та Фіджі також є обтяженими небесно-блакитними прапорами.
Білий прапор комісара правління Північного маяка унікальний тим, що він лишається єдиним зразком союзного прапора до 1801 року, який сьогодні офіційно використовується.  Цей прапор висувається тільки на суднах з комісарами на борту.
У південній частині Тихого океану використовуються два «жовтих» прапора, на обох зображено Південний Хрест. Особистим прапором губернатора штату Вікторія, Австралія, був прапор Вікторії з жовтим замість темно-синього фону. Прапор Ніуе, самоврядної залежності Нової Зеландії, також є жовтим прапором. Що ще більш незвичайно, це кантон з Прапор Союзу, який обтяжений модифікованим Південним Хрестом.
Є деякі докази існування зеленого прапора в Британській Ірландії, обтяженого золотою ірландською арфою. Незрозуміло, якою мірою цей неофіційний прапор коли-небудь використовувався ірландськими торговими суднами в той час.
Прапор Британської антарктичної території має біле поле, обтяжене значком території, тоді як прапор Британської території в Індійському океані має біло-блакитне хвилясте поле, також обтяжене.
Нарешті, є один «помаранчевий» прапор, який використовується Орденом оранжистів у Канаді . Цей прапор являє собою помаранчевий прапор, обтяжений білим щитом із червоним кленовим листом всередині.

### Корнвольський прапор

Корнвольський прапор

Прапор Корнволу або прапор Святого Пірана — це прапор Корнвола, обтяжений прапором Союзу в крижі. Цей прапор широко використовується серед моряків Корнвола.  Часто вживають на прогулянкових судах, а іноді на корнвольських торгових судах.

### Девонський прапор

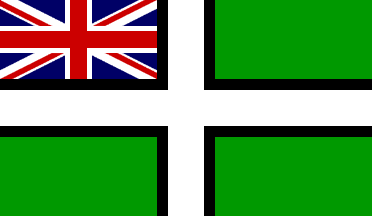
Прапор Девону

Вперше піднятий у 2003 році як прапор Девонської регати. Містить прапор Союзу в крижі прапора Девону. Прапор вживається для використання на регатах, важливих днях і святах, весіллях і похованні на морі.
Цей прапор також можна назвати прапором Святого Петра через його зв’язок зі святим. Цей прапор широко використовується серед девонських моряків.  Часто використовується на прогулянкових судах.

## Кольори
Кольори, які використовуються в більшості британських прапорів, - це кольори прапора Союзу; Union Jack (королівський) синій, Union Flag червоний і білий: 
| Схема           | синій            | червоний         | Білий            |
| --------------- | ---------------- | ---------------- | ---------------- |
| Pantone (папір) | 280 С            | 186 С            | Сейф             |
| HEX             | #012169          | #C8102E          | #FFFFFF          |
| МО              | 8711D            | 8711             | 8711J            |
| NSN             | 8305.99.130.4580 | 8305.99.130.4584 | 8305.99.130.4585 |
| CMYK            | 100.85.5.22      | 2.100.85.6       | 0.0.0.0          |
| RGB             | 1, 33, 105       | 200, 16, 46      | 255, 255, 255    |

Усі специфікації HEX, CMYK і RGB для кольорів Pantone взяті з офіційного вебсайту Pantone на вебсторінках відповідних кольорів. Хоча колірні схеми є офіційними, не всі кольори повністю збігаються. Це пов’язано з різними специфікаціями для різних типів носіїв (наприклад, трафаретних і друкованих).

## Королівська лікарняна школа
Королівська школа шпиталів є єдиною незалежною школою у Сполученому Королівстві, яка постійно нагороджується «Прапором Королеви» та власним відмітним шкільним прапором.

## Історія

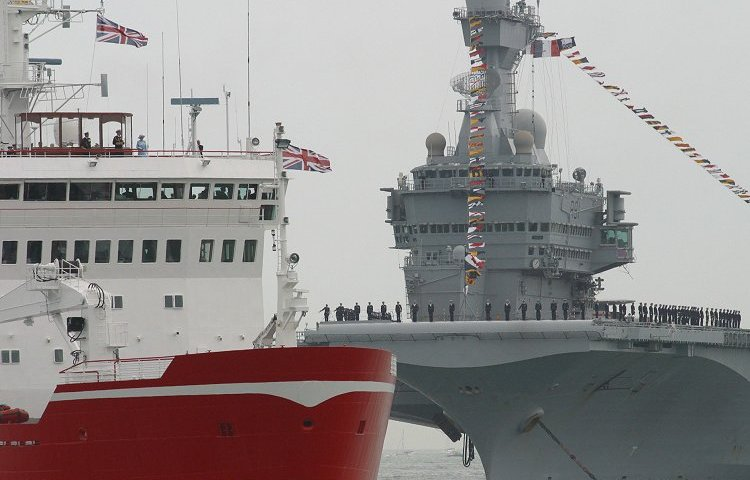
HMS Витривалість з її Величезною Величністю королевою Єлизаветою ІІ, що використовує «Юніон Джек» біля гюйса, а також на щогли, що означає королівську присутність.

До 1864 року червоний, білий і синій були кольорами трьох ескад Королівського флоту, які були створені в результаті реорганізації флоту в 1652 році адміралом Робертом Блейком. Кожна ескадра мала по одному з трьох прапорів. На додаток до адмірала флоту (який був адміралом червоної ескадри), кожна ескадра мала своїх адміралів, віце-адміралів і контр-адміралів, наприклад, на момент смерті лорд Нельсон був віце-адміралом Білої ескадри.
Червона ескадра патрулювала Карибське море та північну Атлантику, біла — узбережжя Великої Британії, Франції та Середземного моря, а синя — південну Атлантику, Тихий та Індійський океани. Прапори різних колишніх британських колоній часто мають тло того самого кольору, що й їх захисна ескадра. Тому Бермудські острови мають червоне полотнище, а Австралія та Нова Зеландія – блакитне. Прапор Канади був червоним прапором від заснування до прийняття більш знайомого прапора з кленовим листом в 1965 році.
Прапор Сполучених Штатів також дотримується цього зразка; ранні прапори американської революції були змінені червоними прапорами. Прапор Великого Союзу додав до червоного прапора шість білих смуг; цей прапор використовувався під час боротьби за незалежність, поки Союзний прапор у кантоні не був замінений зірками в 1777 році.
Іноді згадували «жовту ескадру». Ця ескадра насправді не існувала, але це був термін, який неофіційно використовувався для опису військово-морського персоналу, який працював на березі або не мав корабля. Тому «Жовтого прапора» не було.

## Канадські прапори
У 1868 році Британське Адміралтейство зробило канадський блакитний прапор належним прапором для кораблів канадського уряду, а в 1892 році Адміралтейство схвалило використання канадського червоного прапора канадськими торговими судами.
Приблизно з 1870 року Канада неофіційно використовувала червоний прапор із гербами своїх провінцій на одному щиті як національний прапор (канадський червоний прапор). У 1924 році наказ ради зробив прапор офіційним (для певних цілей) і замінив провінційний герб королівським гербом Канади. У 1965 році червоний прапор був замінений нинішнім червоно-білим прапором із кленовим листком. У тому ж році провінції Онтаріо та Манітоба прийняли червоні прапори, обтяжені їхніми провінційними гербами, як прапори провінцій (див. Прапор Онтаріо та Прапор Манітоби).

## Галерея

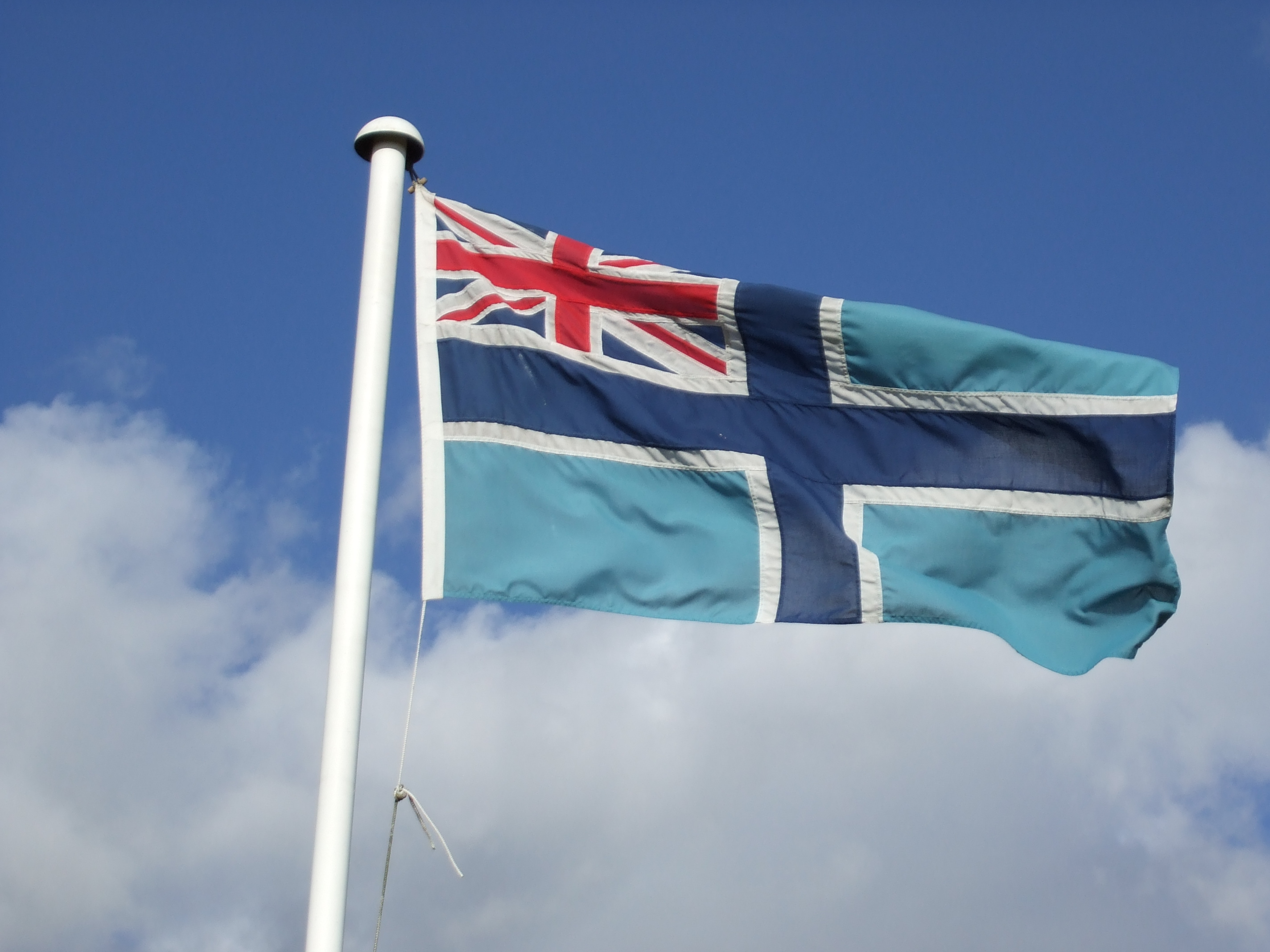
Британський прапор цивільної авіації, який використовується на аеродромі Хансдон.
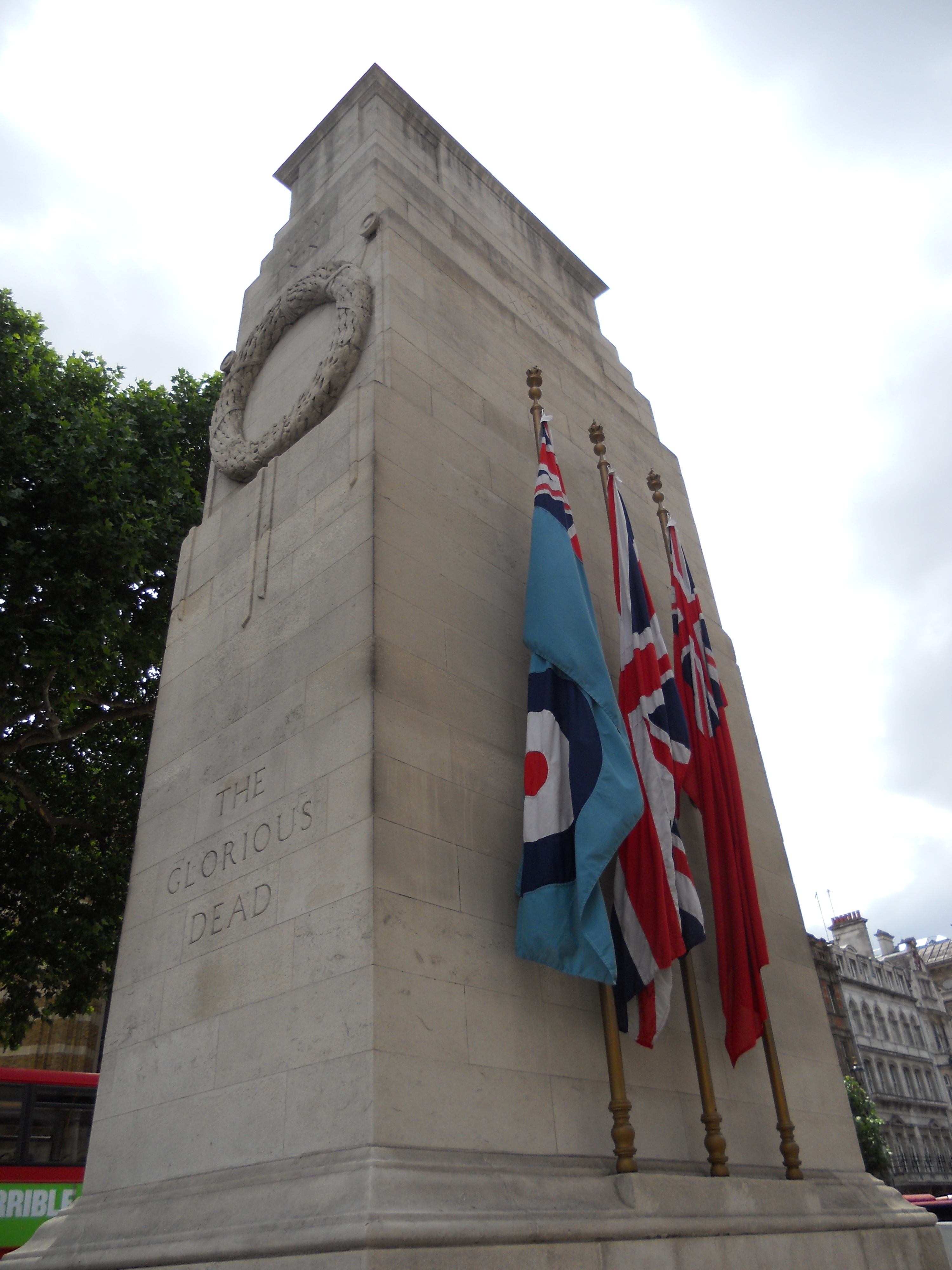
Кенотаф із зображенням Королівських ВПС і Цивільного прапора, що стоять збоку Юніон Джека.
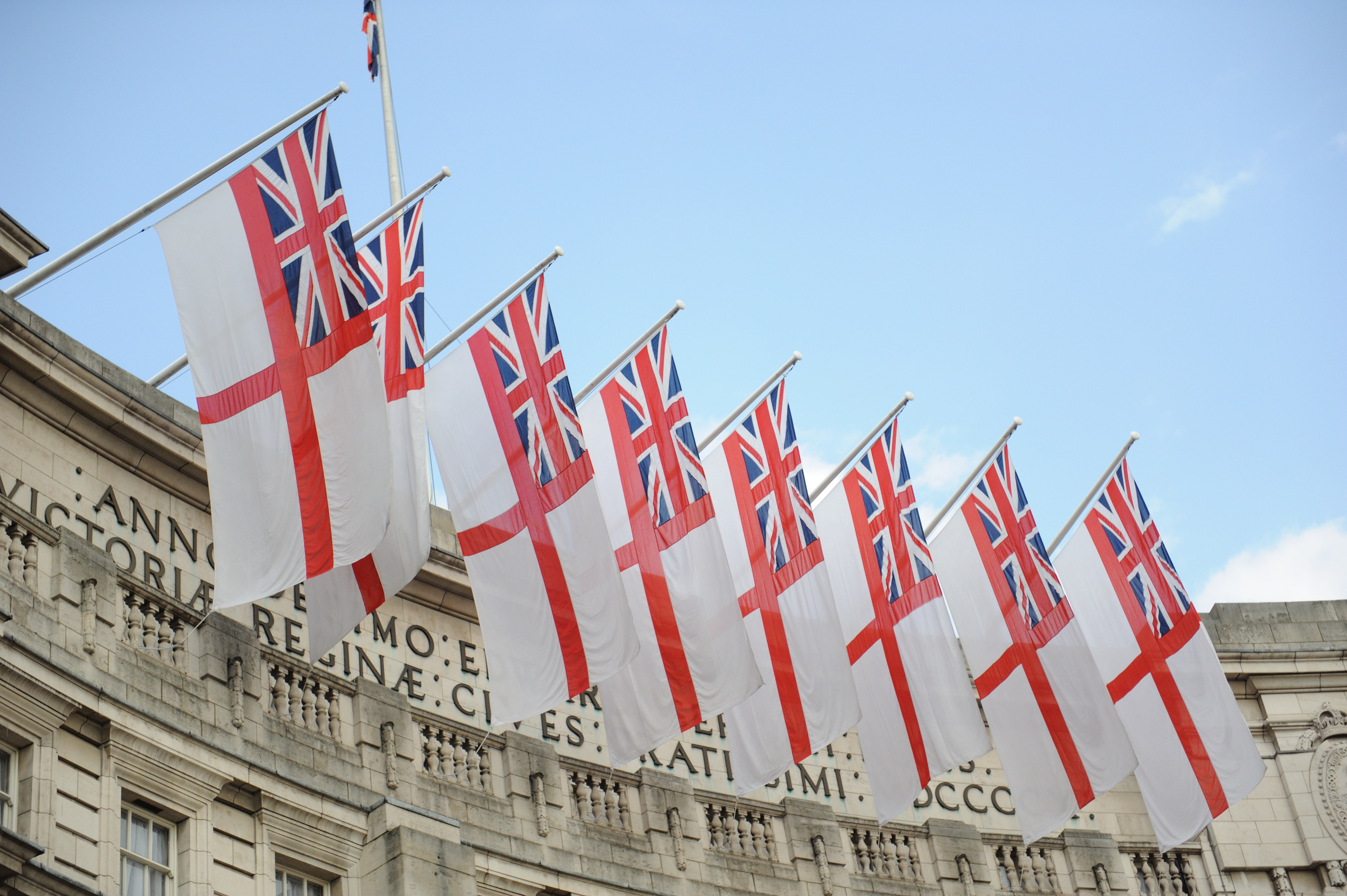
Арку Адміралтейства зазвичай прикрашають білими прапорами у державних випадках.
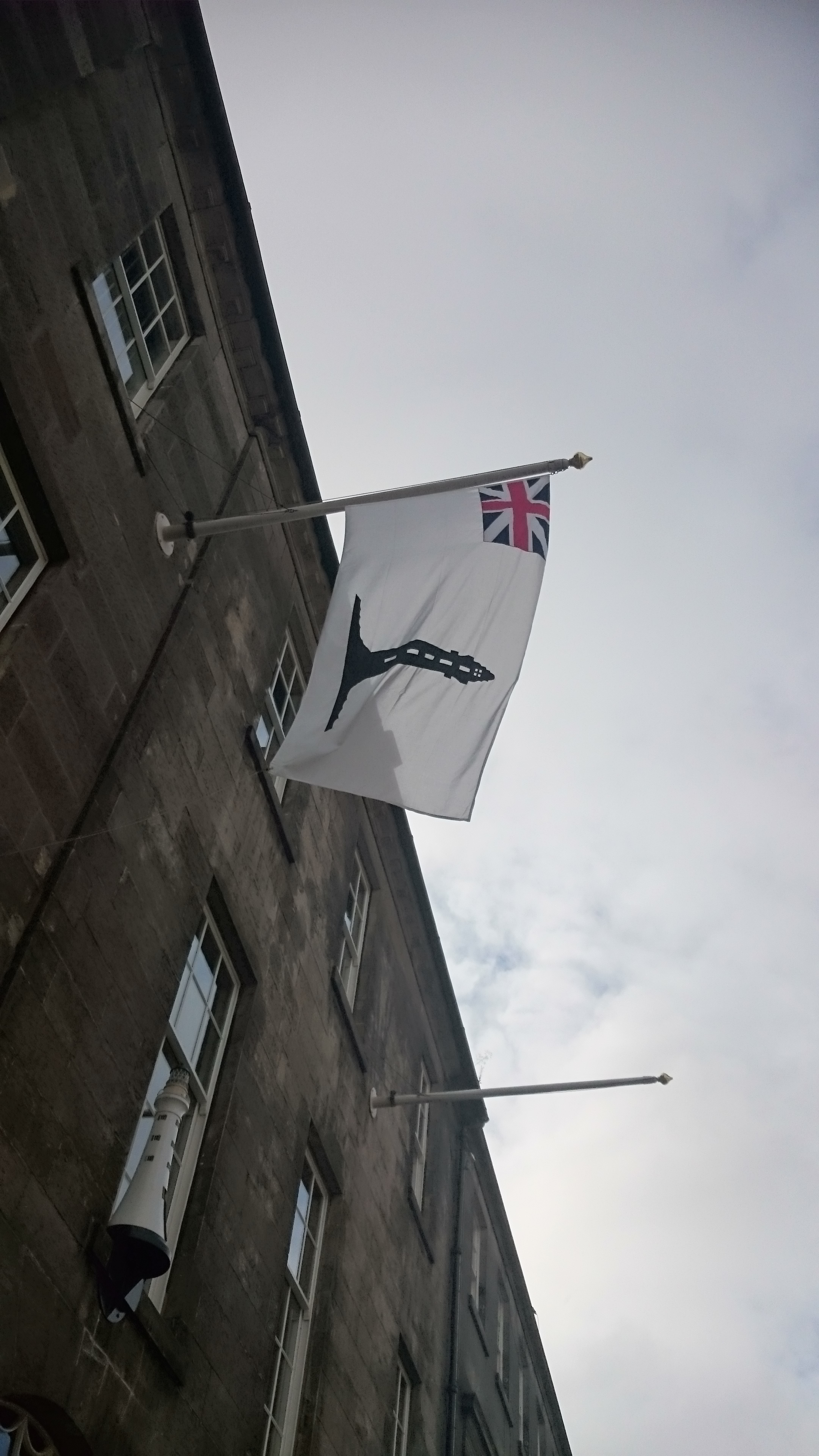
Прапор комісарів, вивішений біля штаб-квартири Ради Північного маяка в Единбурзі.